# The Land of Death
The Land of Death est un film muet américain réalisé par Allan Dwan et sorti en 1912.

## Synopsis
Une bande de crapules sévit sur les terres du pays et empêche les colons de s'y installer. Mais l'un d'eux décide de résister...

## Fiche technique
- Réalisation : Allan Dwan
- Date de sortie : États-Unis : 19 août 1912

## Distribution
- J. Warren Kerrigan : Will Briscom
- Pauline Bush : Anna
- Jack Richardson
- Jessalyn Van Trump